# Mentalisme (psychologie)
Pour les articles homonymes, voir Mentalisme.
En psychologie et psycholinguistique, le mentalisme (du latin mens, « esprit ») est une approche qui vise à comprendre le fonctionnement de l'esprit humain et plus particulièrement de la conscience en utilisant largement l'introspection. La question de la scientificité de cette approche, longtemps décriée en raison de certains défauts imputés à l’introspection, a cessé de se poser avec la disparition, au cours du XXe siècle, de la psychologie mentaliste proprement dite et l'émergence du paradigme cognitiviste. 

## Origines
Construit sur une dérivation de l'adjectif mental, lui-même élaboré par contraste avec spirituel, pour y insister sur la dimension d'intellect, le terme de mentalisme est d'abord employé en philosophie, qui, jusqu'au XIXe siècle, englobe ce qui deviendra la psychologie. Cet article décrit principalement la version psychologique du mentalisme, mais la notion de mentalisme a aussi été employée de manière plus anecdotique en philosophie proprement dite, notamment par le philosophe anglais Henry Sidgwick (1838-1900) qui l'utilise pour décrire une thèse à l'opposé du matérialisme.

## Psychologie mentaliste duXIXesiècleauXXesiècle
La version psychologique de la tradition mentaliste est apparue au XIXe siècle, dans l'héritage des philosophies spiritualistes et positivistes. De la première, elle a gardé l'intérêt pour les grandes questions concernant l'esprit humain et notamment de l'étude de la conscience. Et c'est en réaction à la psychologie philosophique d'un Maine de Biran (1766-1824) que ces psychologues défendent la méthode scientifique qui a fait faire des progrès majeurs aux sciences naturelles au cours du siècle. On parle ainsi de mentalisme classique pour désigner ces tenants de la psychologie introspectives, comme Edward Titchener (1867-1927) ou William James qui, s'appuyant sur les méthodes développées par la psychologie physiologique pour se préserver des illusions et des erreurs de la « psychologie populaire » tentent d'explorer scientifiquement les grandes questions qui échappent parfois à la psychophysique – malgré l'exemple de la psychologie structuraliste de Wilhelm Wundt qui ne renonce pas à l'étude de phénomènes complexes comme l'attention,,. 
Dans la première décennie du XXe siècle, en Allemagne, l'« École de Wurtzbourg » d'Oswald Külpe et Karl Bühler développe la technique d'introspection provoquée qui exige des sujets qu'ils détaillent aussi précisément que possible ce qui se passe en eux au cours des expériences.
En France, Alfred Binet (1857-1911), appelé au poste du directeur du Laboratoire de psychologie de la Sorbonne, délaisse ce champ de recherche pour s'intéresser à l'introspection provoquée. Sensibilisé aux cas des enfants anormaux par Théodore Simon, il investit le champ de l'étude expérimentale de l'intelligence humaine, avec la mise au point de la première batterie de tests mesurant l'intelligence, l'échelle de Binet-Simon.

### Critiques de l'introspectionnisme
Les critiques de la psychologie mentaliste ont été nombreuses et ont suivi plusieurs axes. Une critique récurrente, formulée par Bergson se résume dans la formule selon laquelle l'« introspection » est en fait une « rétrospection » , : le sujet, même entraîné, doit reconstruire les événements mentaux et, qui plus est, il doit en plus les formuler verbalement. Ces multiples étapes invitent donc à questionner l'introspection comme outil.

## Du mentalisme au cognitivisme
Dans la seconde moitié du XXe siècle, l'adjectif mentaliste sera repris essentiellement pour désigner ce qui deviendra le cognitivisme : en mettant l'accent sur les processus mentaux complexes qui ne sauraient se résumer aux lois d'associations du béhaviorisme, la psychologie cognitive développera aussi des outils méthodologiques permettant d'échapper aux difficultés pointés par Bergson. On retrouve ainsi dans l'étude des phénomènes métacognitifs, l'utilisation de méthodes issues de l'analyse du signal (courbe ROC) ou de l'incertitude statistique (modélisation bayésienne).